# 金化俊
金 化俊（キム・ファジュン、김화준、日本名：金海 化俊（かねうみ かしゅん）、1890年2月24日 - ?）は、朝鮮総督府中枢院参議などを務めた日本統治時代の朝鮮の官僚。

## 生涯
平安北道定州郡の貧しい農家に生まれた。 十代に水原農林学校の林科に入学して1年修了したのが学歴の全てである。
1907年から、大韓帝国農商工部の官吏として勤務し、官職に入った。この年は純宗が即位した年であったが、金化俊も隆熙皇帝卽位記念章や隆熙皇帝南西巡行記念章を受けた。
3年後、日韓併合条約が締結されて朝鮮総督府へ所属が変わり、平安南道の道書記に発令された。1921年に孟山郡の郡守に任命されたのを皮切りに、陽徳郡、成川郡、平原郡、中和郡、安州郡、順川郡、大同郡など平安南道地域で17年間にわたり総督府の郡守を務めた。
大同郡郡守を最後に、1938年には忠清北道勅任参与官および産業部長に昇進し、1941年には中枢院勅任参議に任命され、光復の時点まで在職した。当時、勲四等従四位に叙位されており、日本政府から大正大礼記念章と昭和大礼記念章を受け取った。
1945年、大日本帝国が太平洋戦争で敗れ、朝鮮から退いた後も、朝鮮林業会（조선임업회）会長に当選し、大韓山林会（대한산림회）連合会長を兼任するなど、米軍政や大韓民国建国初期の緑化事業分野で有力者として活動した。1948年には、ソウル市中区南学洞国会議員投票区選挙委員長を務めた。
しかし、1949年に反民族行為特別調査委員会に逮捕され、調査を受けた。金化俊は特に反省はせず、反民特委は「民族意識を忘却した機会主義的人物、破廉恥極まりない悪質な民族反逆者（민족의식을 망각한 기회주의적인 파렴치적 가증한 악질 민족반역자）」という意見書を出した。しかし反民特委が無力化されると、「山林緑化事業を通じて大韓民国建国事業に多大な貢献」があり、「大韓民国政府から功労賞を受賞した者」という理由で公訴取り消し処分とされ、処罰されなかった。金化俊は、朝鮮戦争中に失踪したが、北側に拉致されたと推定されている。
2002年に発表された親日派708人名簿のうち中枢院、道参与官、総督府事務官の3部門に選定され、2008年に公開された民族問題研究所の親日人名辞典収録予定者名簿や、2009年に親日反民族行為真相糾明委員会が発表した親日反民族行為705人名簿にも含まれた。

## 参考資料
- 반민족행위특별조사위원회, 〈피의자 심문조서 - 김화준〉(1)[リンク切れ] (2)[リンク切れ] (1949년 7월)
- 반민족행위특별조사위원회 송필만 외 (1949年8月). “의견서 - 피의자 김화준”.   국사편찬위원회. 2008年2月22日閲覧。[リンク切れ]
- 반민족행위특별검찰부 (1949年8月30日). “공소취소서 - 김화준”.   국사편찬위원회. 2008年2月22日閲覧。[リンク切れ]